# Oranjeflankmierpitta
De oranjeflankmierpitta (Myrmothera dives synoniem: Hylopezus dives) is een zangvogel uit de familie Grallariidae (mierpitta's). De vogel werd in 1865 door de Engelse dierkundige Osbert Salvin geldig beschreven.

## Kenmerken
De vogel is 13 tot 14 cm lang. Van boven is deze soort donker grijsbruin. De borst is licht oranje met donkere streepjes, de flanken en onderbuik zijn oranje gekleurd. Hoewel dit geen uniek kenmerk voor deze soort is, is de kleur oranje wel het meest opvallend bij deze soort.

## Verspreiding en leefgebied
Deze soort komt voor van Honduras tot Colombia en telt drie ondersoorten:
- M. d. dives: van oostelijk Honduras tot Costa Rica.
- M. d. flammulata: noordwestelijk Panama.
- M. d. barbacoae: oostelijk Panama en westelijk Colombia.

De leefgebieden liggen in vochtig, tropisch natuurlijk bos, bij voorkeur in de nabijheid van meren en moerassen tot op 900 meter boven zeeniveau.

## Status
De grootte van de populatie is in 2017 geschat op 50.000-500.000 volwassen vogels. Op de Rode lijst van de IUCN heeft deze soort de status niet bedreigd.